# Municipio de Sparta (Illinois)
El municipio de Sparta (en inglés: Sparta Township) es un municipio ubicado en el condado de Knox en el estado estadounidense de Illinois. En el año 2010 tenía una población de 1165 habitantes y una densidad poblacional de 12,46 personas por km².

## Geografía
El municipio de Sparta se encuentra ubicado en las coordenadas 41°1′12″N 90°16′3″O / 41.02000, -90.26750. Según la Oficina del Censo de los Estados Unidos, el municipio tiene una superficie total de 93.49 km², de la cual 93,46 km² corresponden a tierra firme y (0,02 %) 0,02 km² es agua.

## Demografía
Según el censo de 2010, había 1165 personas residiendo en el municipio de Sparta. La densidad de población era de 12,46 hab./km². De los 1165 habitantes, el municipio de Sparta estaba compuesto por el 96,74 % blancos, el 0,94 % eran afroamericanos, el 0,17 % eran amerindios, el 0,09 % eran asiáticos, el 0,43 % eran de otras razas y el 1,63 % eran de una mezcla de razas. Del total de la población el 1,89 % eran hispanos o latinos de cualquier raza.